# 2. Deutsche Volleyball-Bundesliga 2006/07 (Männer)
Die Saison 2006/07 der 2. Volleyball-Bundesliga der Männer war die dreiunddreißigste Ausgabe dieses Wettbewerbs.

## 2. Bundesliga Nord
Meister und Aufsteiger in die 1. Bundesliga wurde der VC Bad Dürrenberg/Spergau. Auch der Tabellenzweite aus Oststeinbek stieg auf und nannte sich danach „Hamburg Cowboys“. Absteiger waren der SVF Neustadt-Glewe und der TuB Bocholt.

### Mannschaften
In dieser Saison spielten folgende dreizehn Mannschaften in der 2. Bundesliga Nord der Männer:
- Berliner TSC
- TuB Bocholt
- CarGo Bottrop
- USC Braunschweig
- SSF Fortuna Bonn
- VC Bad Dürrenberg/Spergau
- VV Humann Essen
- Volleyball-Internat Frankfurt
- TSV Giesen
- MTV 48 Hildesheim
- SVF Neustadt-Glewe
- Oststeinbeker SV
- SV Warnemünde

### Tabelle
|                         | Verein             | Spiele | Punkte  | Sätze   |
| ----------------------- | ------------------ | ------ | ------- | ------- |
| 1.                      | Bad Dürrenberg     | 26     | 42 : 6  | 66 : 16 |
| 2.                      | Oststeinbek (A)    | 24     | 38 : 10 | 62 : 36 |
| 3.                      | Essen (A)          | 24     | 34 : 14 | 55 : 40 |
| 4.                      | Bottrop            | 24     | 32 : 16 | 54 : 35 |
| 5.                      | Hildesheim         | 24     | 30 : 18 | 54 : 31 |
| 6.                      | Giesen             | 24     | 30 : 18 | 53 : 34 |
| 7.                      | Warnemünde         | 24     | 24 : 24 | 46 : 47 |
| 8.                      | Bonn (N)           | 24     | 16 : 32 | 39 : 54 |
| 9.                      | Braunschweig       | 24     | 16 : 32 | 37 : 59 |
| 10.                     | VI Frankfurt (S)   | 24     | 14 : 34 | 36 : 54 |
| 11.                     | Berliner TSC (N)   | 24     | 14 : 34 | 31 : 58 |
| 12.                     | Neustadt-Glewe (N) | 24     | 12 : 36 | 30 : 64 |
| 13.                     | Bocholt            | 24     | 10 : 38 | 27 : 62 |
| Stand: Abschlusstabelle |                    |        |         |         |

|     | Aufsteiger in die Bundesliga    |
|     | Absteiger in die Regionalliga   |
| (A) | Absteiger aus der 1. Bundesliga |
| (N) | Aufsteiger aus der Regionalliga |
| (S) | Sonderspielrecht                |

## 2. Bundesliga Süd
Meister wurde Eintracht Wiesbaden, der mit dem Zweitplatzierten TG Rüsselsheim zu „rhein-main volley“ fusionierte und in die 1. Bundesliga aufstieg. Absteiger in die Regionalliga waren der TSV Grafing, der 1. SC Sonneberg und der SV Lohhof.

### Mannschaften
In dieser Saison spielten folgende vierzehn Mannschaften in der 2. Bundesliga Süd der Männer:
- TV Bühl
- ASV Dachau
- TuS Durmersheim
- VC Olympia Kempfenhausen
- FT 1844 Freiburg
- VYS Friedrichshafen
- VC Gotha
- TSV Grafing
- TuS Kriftel
- SV Lohhof
- TG Rüsselsheim
- SV Schwaig
- 1. SC Sonneberg
- TuS Eintracht Wiesbaden

Mit einem Sonderspielrecht waren die Juniorenteams VYS Friedrichshafen und VCO Kempfenhausen ausgestattet.

### Tabelle
|                         | Verein                  | Spiele | Punkte  | Sätze   |
| ----------------------- | ----------------------- | ------ | ------- | ------- |
| 1.                      | Wiesbaden               | 26     | 40 : 12 | 67 : 30 |
| 2.                      | Rüsselsheim (A)         | 26     | 40 : 12 | 66 : 30 |
| 3.                      | Freiburg                | 26     | 34 : 18 | 62 : 43 |
| 4.                      | Gotha (N)               | 26     | 34 : 18 | 60 : 44 |
| 5.                      | VYS Friedrichshafen (S) | 26     | 28 : 24 | 55 : 43 |
| 6.                      | Schwaig                 | 26     | 28 : 24 | 53 : 49 |
| 7.                      | Kriftel                 | 26     | 26 : 26 | 53 : 50 |
| 8.                      | Bühl (N)                | 26     | 26 : 26 | 52 : 53 |
| 9.                      | Durmersheim             | 26     | 22 : 30 | 44 : 52 |
| 10.                     | VCO Kempfenhausen (S)   | 26     | 22 : 30 | 41 : 59 |
| 11.                     | Dachau                  | 26     | 20 : 32 | 45 : 55 |
| 12.                     | Grafing (N)             | 26     | 20 : 32 | 40 : 58 |
| 13.                     | Sonneberg               | 26     | 14 : 38 | 31 : 65 |
| 14.                     | Lohhof                  | 26     | 10 : 42 | 32 : 70 |
| Stand: Abschlusstabelle |                         |        |         |         |

|     | Aufsteiger in die Bundesliga    |
|     | Absteiger in die Regionalliga   |
| (A) | Absteiger aus der 1. Bundesliga |
| (N) | Aufsteiger aus der Regionalliga |
| (S) | Sonderspielrecht                |